# الهيئة المستقلة للنقل في باريس

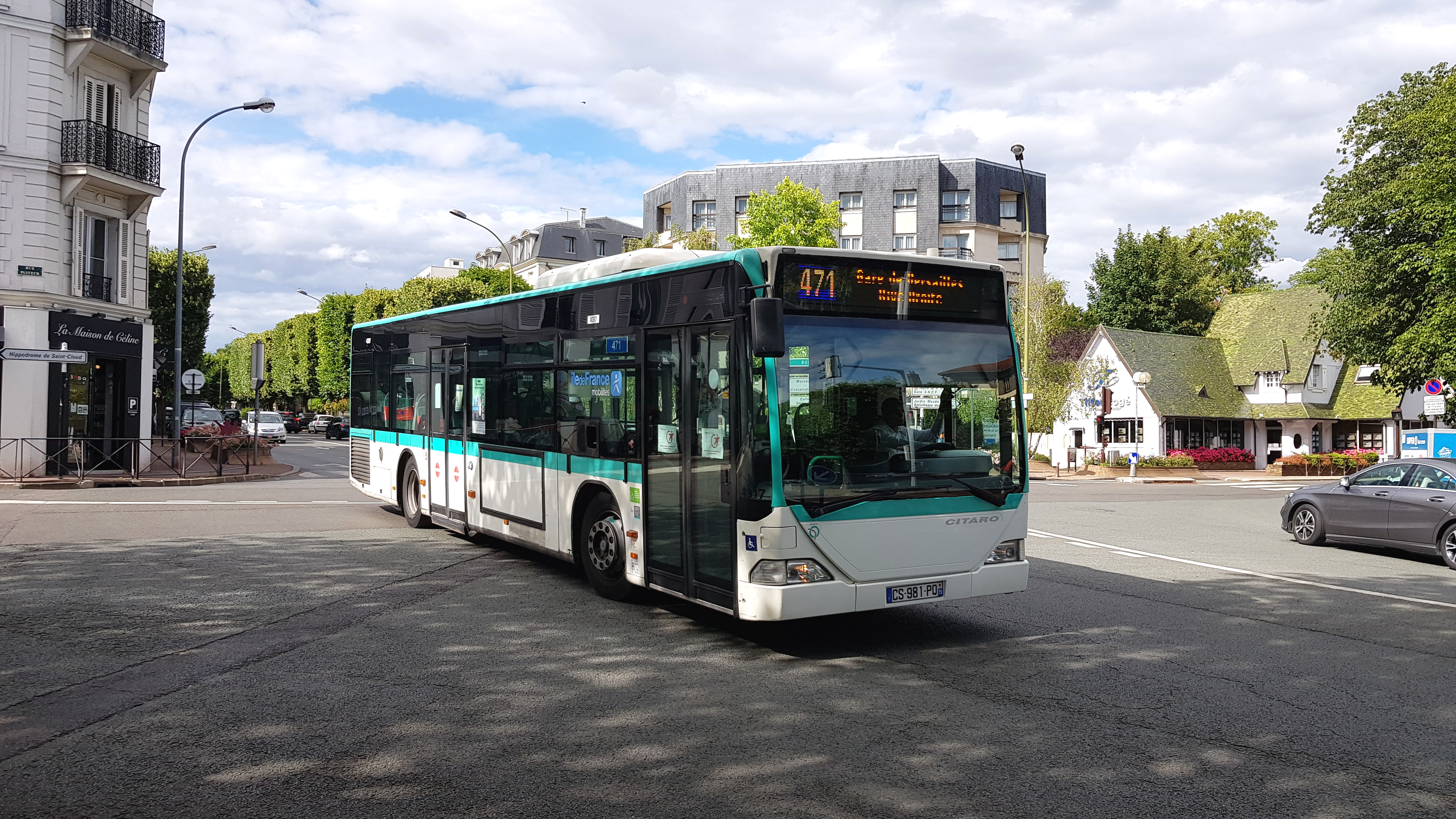
حافلة مرسيدس سيتارو رقم RATP - 4317 - خط 471

الهيئة المستقلة للنقل في باريس أو «را تي بي» (بالفرنسية: Régie autonome des transports parisiens) أو اختصارا RATP هي هيئة فرنسية أسست في 1 يناير 1949 ولكن يرجع تاريخ إنشاء سلفها إلي 1899. تؤمن الهيئة التنقل في المواصلات العامة في العاصمة الفرنسية باريس وضواحيها. تشغل الRATP ستة عشر خطا لمترو باريس، ستة خطوط لترامواي إيل دو فرانس من جملة سبعة (السابع تشغله SNCF)، وجزء من شبكة حافلات إيل دو فرانس وكذلك جزء من الخط أ والخط ب في الشبكة الجهوية السريعة في إيل دو فرانس.

تقوم الهيئة المستقلة للنقل في باريس سنويا بنقل أكثر من 3 مليارات مسافر (2010).

تقوم الهيئة بمهامها في إطار عقد طويل المدى مع نقابة النقل في إيل دو فرانس في منطقة إيل دو فرانس.

جاء تأسيسها في 1 يناير 1949 خلفا لشركة سكك حديد باريس (1899-1949) وشركة النقل العام في منطقة باريس (1921-1941)، لكي تنظم وتدير وسائل النقل العامة فوق وتحت باريس، والتي كانت حتى سنة 1944 تدار من قبل شركات خاصة.

منذ سنة 2000، بدأت الهيئة بالعمل على النطاق الوطني والدولي، إذا بدأت تساهم في إدارة وسائل نقل عمومية خارج المنطقة الباريسية في دول عديدة في العالم.

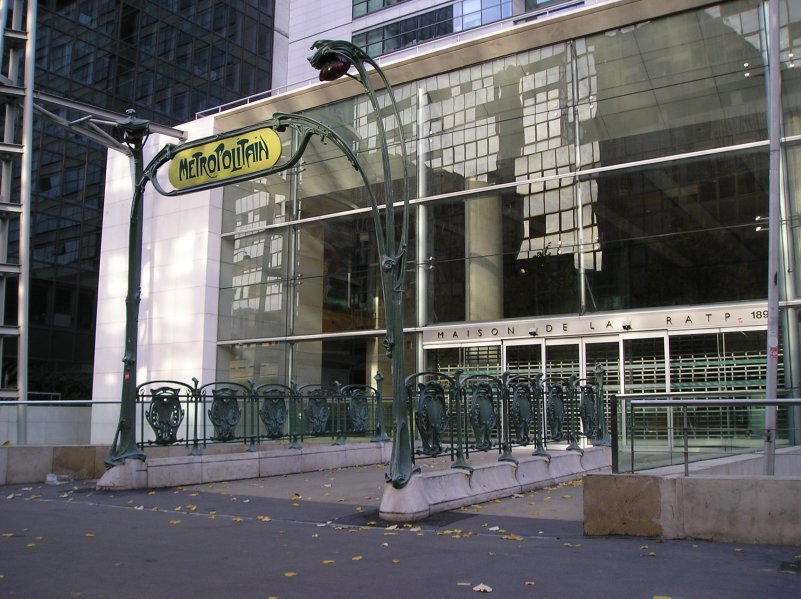
مقر RATP في الدائرة 12 من باريس.

## تاريخ الهيئة
تم إنشاء الهيئة المستقلة للنقل في باريس في 1 يناير 1949 من خلال الجمع بين أصول شركة سكة حديد باريس متروبوليتان ((CMP) Compagnie du chemin de fer métropolitain de Pari)، التي تدير مترو باريس وشركة النقل العام بمنطقة باريس ((STCRP) Société des Transports en commun de la région parisienne)، التي تدير نظام حافلات المدينة.
في وقت سابق كانت سكة حديد باريس متروبوليتان قد استوعبت شركة السكك الحديدية الكهربائية بين الشمال والجنوب في باريس في عام 1930 وخط الأختام (Ligne de Sceaux) في عام 1937، مما أدى إلى تمديد السكك الحديدية للركاب إلى الضواحي. تم إنشاء شركة النقل العام بمنطقة باريس في 1 يناير 1921 من خلال اندماج حوالي نصف دزينة من مشغلي الحافلات وقطارات الترام المستقلين في منطقة باريس. وبحلول الوقت الذي تم فيه دمج شركة النقل العام بمنطقة باريس في الهيئة المستقلة للنقل في باريس، تم استبدال جميع عربات الترام الخاصة بها بخطوط الحافلات.
في السنوات الأولى من القرن الحادي والعشرين، نتج عن شراكة مع مجموعة ترانسديف (Transdev) استحواذ الهيئة المستقلة للنقل في باريس على حصة أقلية في تلك المجموعة مع العديد من عمليات النقل العالمية. ومع ذلك في عام 2009 بدأت ودائع الصندوق والشحن (Caisse des Dépôts et Consignations) المالكة الأكبر لمجموعة ترانسديف، مفاوضات مع فيوليا البيئة (Veolia Environnement) لدمج ترانسديف مع فيوليا ترانسبورت. وكجزء من الاتفاقية الناتجة المبرمة في مايو 2010، تم الاتفاق على أن تتولى مجموعة را تي بي ملكية بعض عمليات ترانسديف بدلاً من الدفع النقدي مقابل ممتلكاتها في ترانسديف. وكان لهذا تأثير كبير على الصورة الدولية لرا تي بي.
في عام 2009 دخلت الهيئة المستقلة للنقل في باريس الولايات المتحدة عن طريق شراء مقاول العبور ماكدونالد ترانزيت أسوشيتس (McDonald Transit Associates). قامت ماكدونالد بتشغيل هيئة النقل في فورت وورث (الآن مترو ترينيتي) في تكساس، وفوتران في فلوريدا، ونظام واكو ترانزيت في تكساس من بين آخرين.
في 1 أغسطس 2011 اشترت مجموعة را تي بي عقد ستاجكوتش ميترولينك (Stagecoach Metrolink) لتشغيل نظام السكك الحديدية الخفيفة ميترولينك في مانشستر الكبرى بإنجلترا حتى يوليو 2017. وبعد ذلك بعامين في عام 2013 اشترت را تي بي شركة الحافلات القريبة العريقة، سفريات سيلوينز، إحدى شركات مشغل ناشيونال إكسبرس.

### الرؤساء
رُشح الرئيس الحالي والمدير التنفيذي للهيئة المستقلة للنقل في باريس كاثرين جيلوار في 2 أغسطس 2017. وقد كان الرؤساء التنفيذيون السابقون لرا تي بي هم إليزابيث بورن وبيير مونجين وآن ماري إدراك.

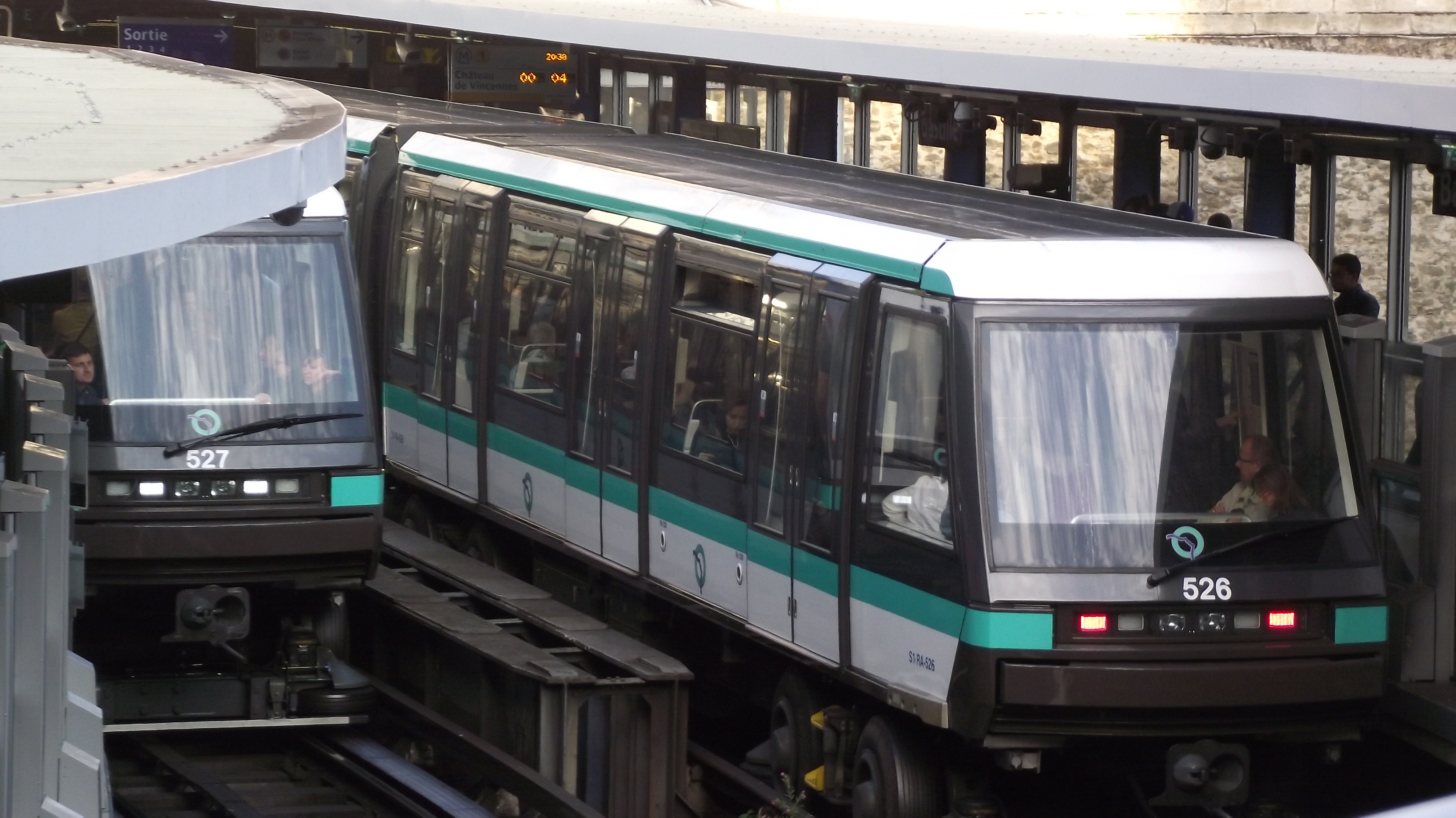
مجموعتا قطار أم بي 05 من باريس مترو الخط 1 في محطة الباستيل.

## العمليات في باريس

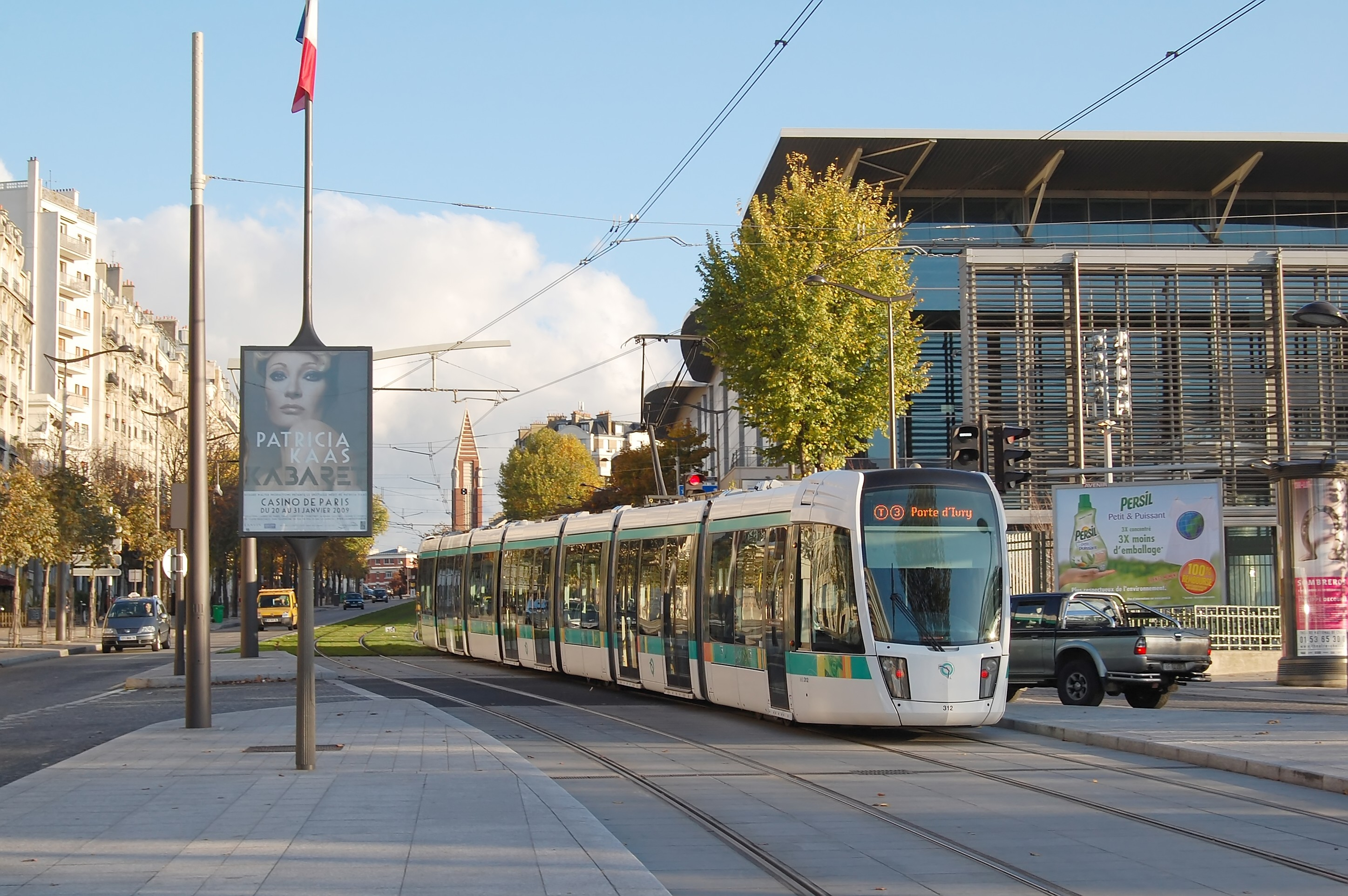
ترام الهيئة المستقلة للنقل في باريس على خط الترام تي 3أ في بورت دي فرساي.

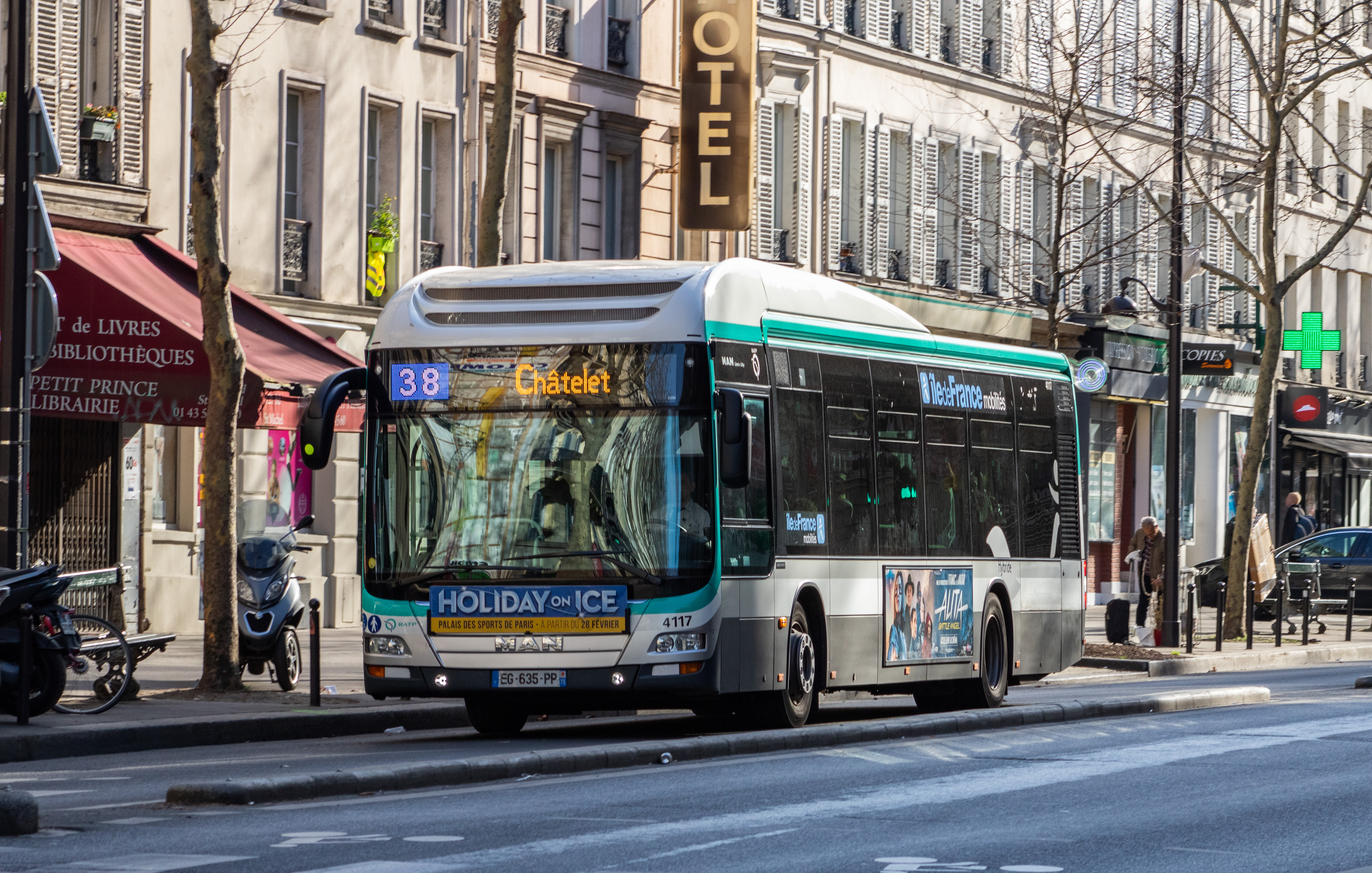
حافلة را تي بي الهجينة على طريق باريس 38.

في باريس تعمل الهيئة المستقلة للنقل تحت اسمها نيابة عن نقابة النقل في إيل دو فرانس (IDFM)، وهي سلطة عبور منطقة باريس. وتشكل خدمات را تي بي في حد ذاتها بنية تحتية للنقل العام متعددة الأوضاع، ولكنها تساهم أيضًا في نظام أكبر متعدد الأوضاع يمتد إلى مجتمعات إيل دو فرانس المحيطة.
تشمل خدمات الهيئة المستقلة للنقل في منطقة باريس الكبرى ما يلي:
- مترو باريس وهو عبارة عن نظام من خطوط النقل السريع تحت الأرض التي تمتد في جميع أنحاء المدينة، مع بعض الخطوط التي تمتد إلى حد ما خارج حدود المدينة. ويحتوي المترو على 16 خطًا مع 219 كم (136 ميل) من المسار و302 محطة.[11][12] وهنالك خطين للمترو آليان مؤتمان بالكامل وبدون سائق: الخط 1 (منذ 2012) والخط 14 (منذ افتتاحه في 1998).
- أورليفال حافلة المترو الآلية التي تربط بين محطة أنتوني (RER B) ومطار أورلي.[13]
- أجزاء من الشبكة الجهوية السريعة في إيل دو فرانس (RER) وهي شبكة السكك الحديدية السريعة الإقليمية في باريس والتي تعمل في الغالب تحت الأرض في وسط باريس وفوق الأرض في بقية المنطقة. تمتلك الهيئة المستقلة للنقل في باريس وتدير الخط A (باستثناء نانتير-نانتير بريفيكتشر - سيرجي لو أوت ونانتير بريفيكتشر - فروع بويسي) والخط B (باستثناء الجزء الشمالي من جار دو نورد)، وكلاهما يمثلان حوالي 115 كم (71 ميل) و66 محطة. ويتم تشغيل بقية الشبكة الجهوية السريعة في إيل دو فرانس بواسطة الشركة الوطنية للسكك الحديدية (SNCF).
- ثمانية من أصل عشرة خطوط من نظام ترام باريس (T1 وT2 وT3a وT3b وT5 وT6 وT7 وT8) بإجمالي 101.9 كم (63.3 ميل) والمحطات 183 محطة.[14]
- نظام حافلات مدينة باريس الواسع (351 خطًا بطول إجمالي يبلغ 3861 كم (2,399 ميل))، بما في ذلك الحافلات الليلية لشبكة نوكتيلين.
- خطان من خطوط بي آر تي: ترانس فال دي مارن (تي في إم 19.7 كم (12.2 ميل)) والخط 393 (11.7 كم (7.3 ميل)).
- قطار مونمارتر الجبلي المائل.

كان خط حافلات باريس 341 هو الخط الأول لشركة الهيئة المستقلة للنقل في باريس المجهز بحافلات كهربائية كاملة الحجم بنسبة 100٪ (بدءًا من يونيو 2016).

## العمليات خارج باريس
را تي بي ديف (يعتبر Dev أحد عقود التطوير (Développement) الفرنسية من أجل التنمية) والذي تأسس عام 2002 كشركة فرعية 100٪ لمجموعة الهيئة المستقلة للنقل في باريس، ويوفر عمليات وصيانة خدمات نقل الركاب خارج شبكة را تي بي «التاريخية» في منطقة باريس الكبرى على الرغم من أنها تدير أيضًا بعض الخدمات المتخصصة داخل باريس. را تي بي ديف موجودة في 13 دولة، وهي الجزائر ومصر والمنطقة الإدارية الخاصة في الصين وهونغ كونغ وفرنسا وإيطاليا والمغرب والفلبين وقطر والمملكة العربية السعودية وجنوب إفريقيا وسويسرا والمملكة المتحدة والولايات المتحدة. وتشمل العمليات المملوكة كليًا وجزئيًا ما يلي:

### العمليات في فرنسا

#### السكك الحديدية الثقيلة
- فيوتشر سي دي جي اكسبرس خط سكة حديد سريع بين باريس غار دي ليست (Gare de l'Est) ومطار شارل ديغول (في مشروع مرحبا باريس المشترك مع كيوليس)[20][21]

#### أوضاع أخرى
- أغلوبس (Agglobus) شبكة الحافلات الحضرية لبورج في مقاطعة شير (منذ 2011 جُددت للفترة 2017-2022)[22]
- كارز جاكيمارد مشغل حافلات في إقليم أور
- سيارات بيرييه أحد مشغلي شبكة سكيبوس التي تخدم ضاحية سانت كوينتين أون إيفلين بالقرب من باريس
- شبكة سي تي آر أل التابعة لتكتل لوريان (Lorient Agglomération) في إقليم موربيهان (للفترة 2018-2022)[23]كازا طرامواي ألستوم سيتاديس 302 في الدار البيضاء

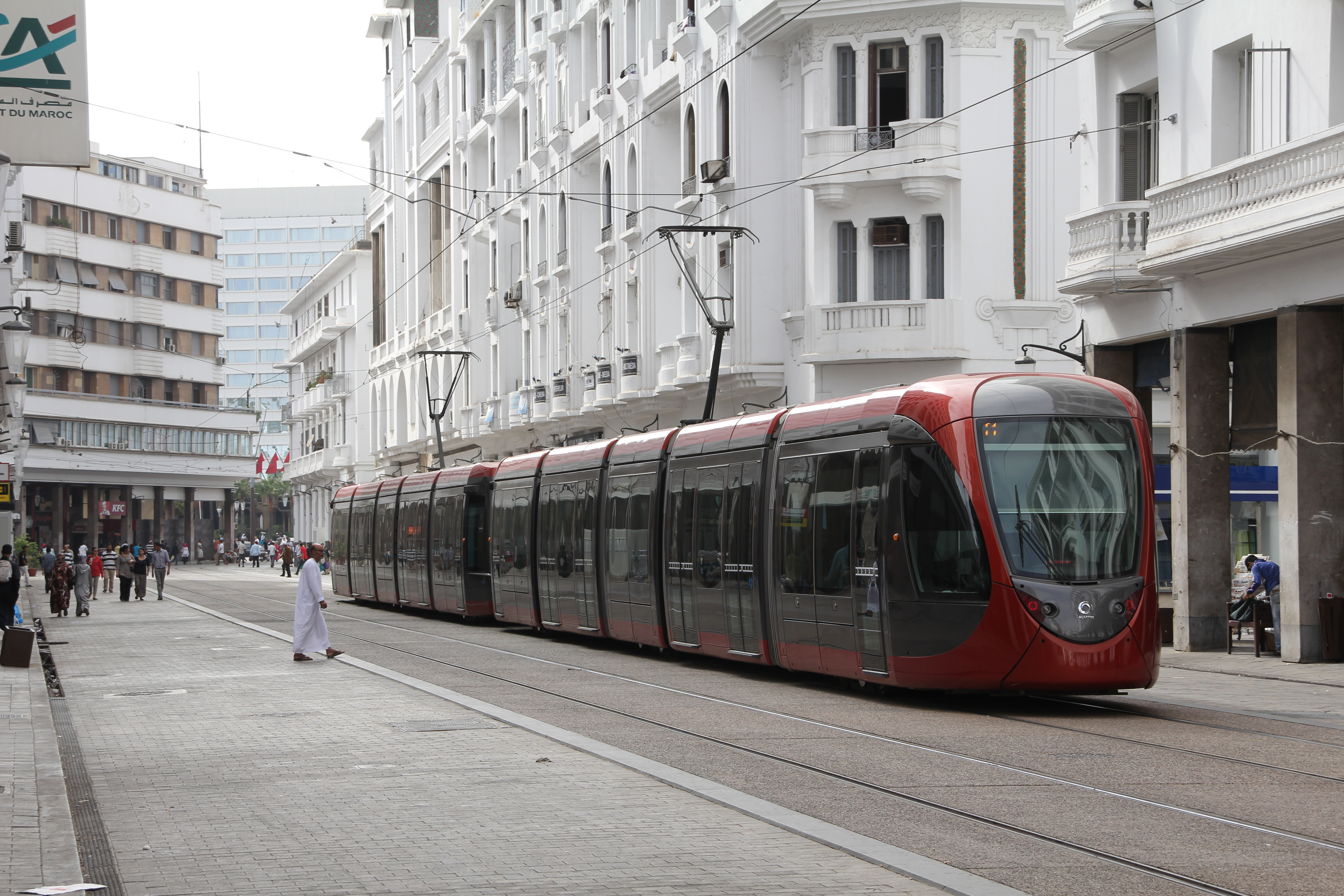
كازا طرامواي ألستوم سيتاديس 302 في الدار البيضاء

### العمليات خارج فرنسا

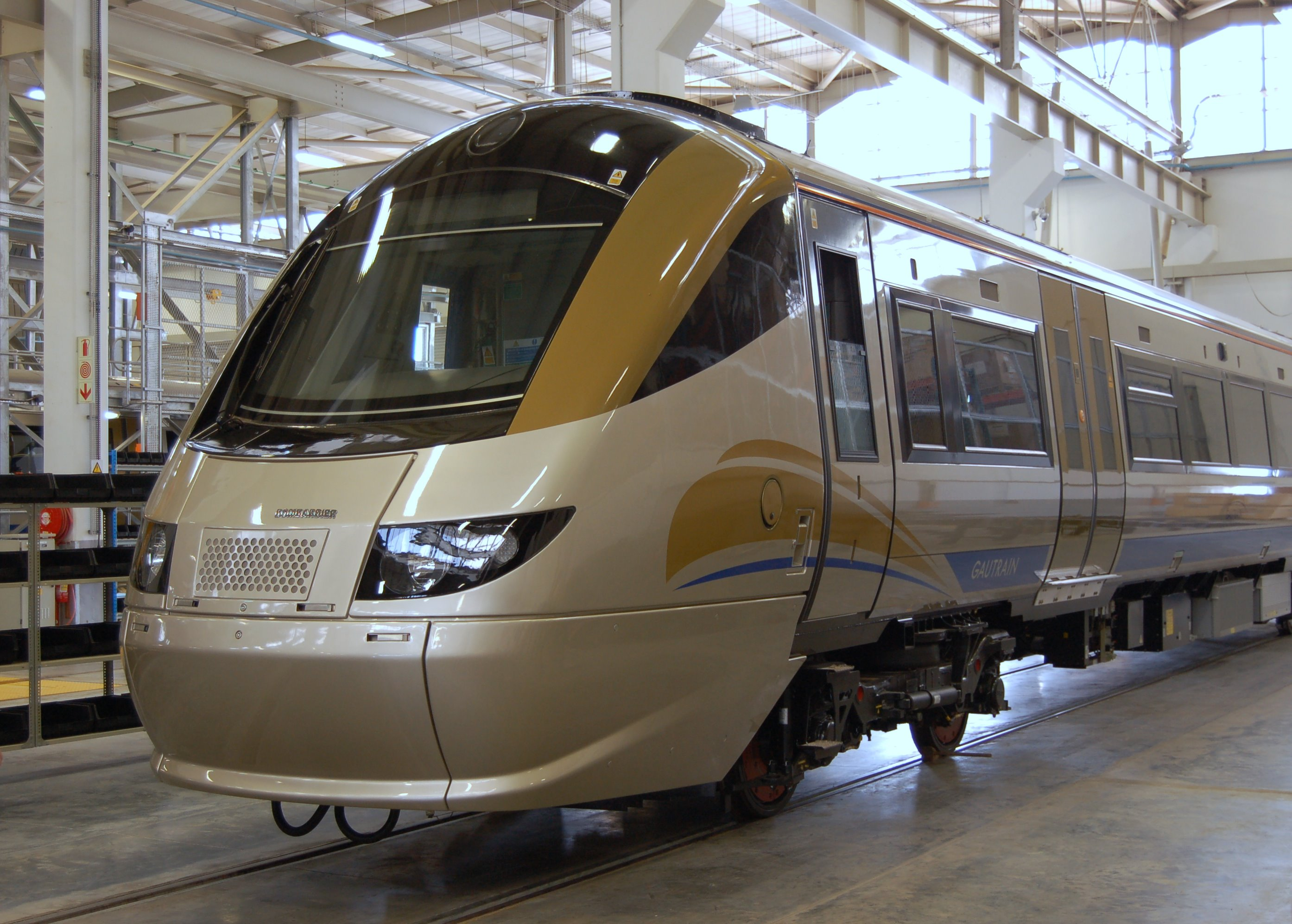
وحدة غوترين بومباردييه إلكتروستار في جنوب إفريقيا.

#### السكك الحديدية الثقيلة
- غوترين (Gautrain) قطار سريع إقليمي في مقاطعة خاوتينغ بجنوب إفريقيا، يربط جوهانسبرغ وبريتوريا ومطار أو آر تامبو الدولي (منذ عام 2010)[24]
- "La Ferroviaria Italiana" خطان إقليميان للسكك الحديدية في توسكانا بإيطاليا (حصة الأقلية)[25]

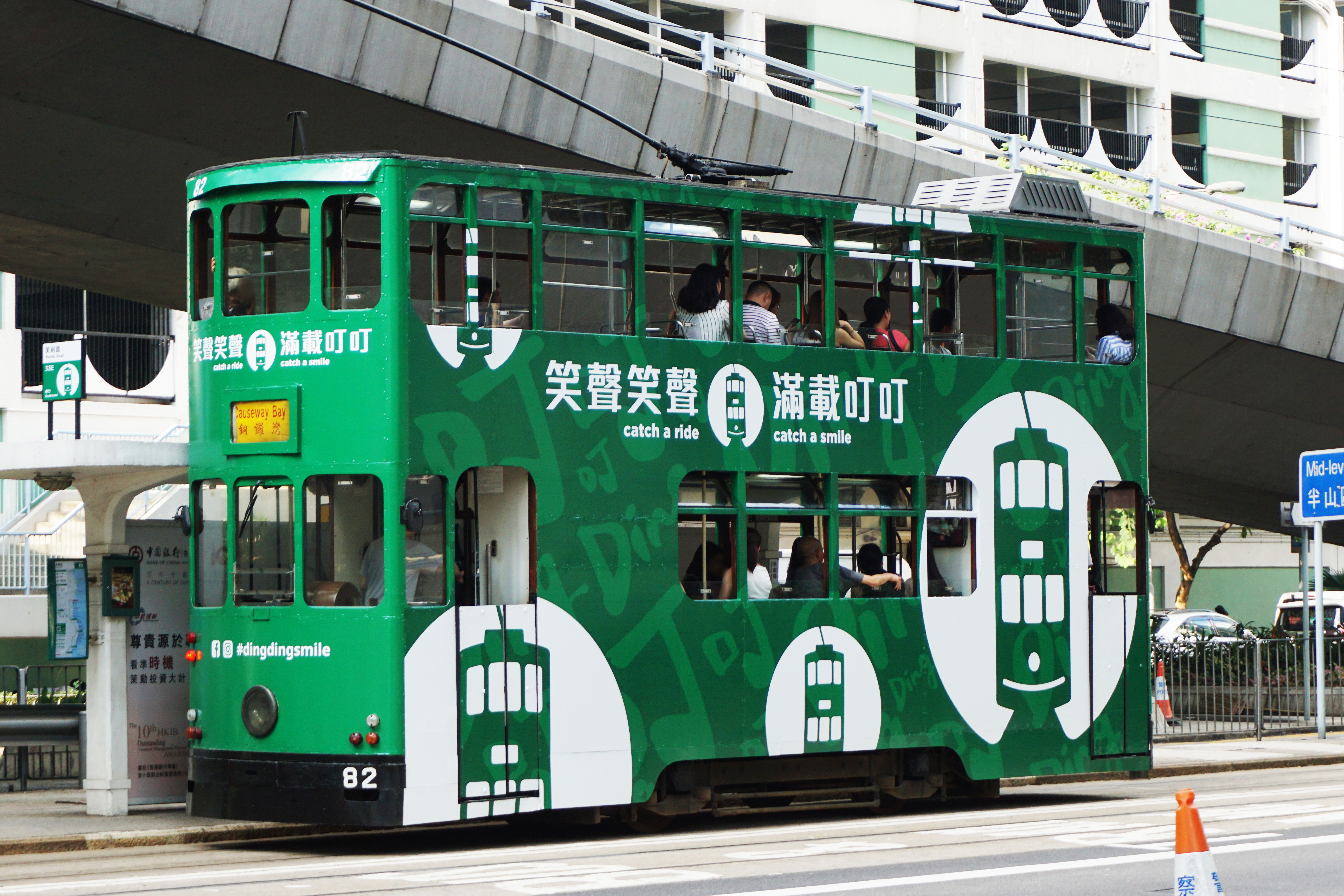
سيارة ترام نموذجية ذات طابقين في هونغ كونغ.

#### المترو والترامواي
- شبكات الترام في الجزائر العاصمة الجزائر (منذ 2012)، ووهران (2013)، وقسنطينة (2013)، وسيدي بلعباس (منذ 2017)، وورقلة (منذ 2018)، وسطيف (2018)[26][27][28][29]
- خط مترو القاهرة 3 في القاهرة بمصر (للفترة 2020-2035)[30]

#### حافلة ومدرب

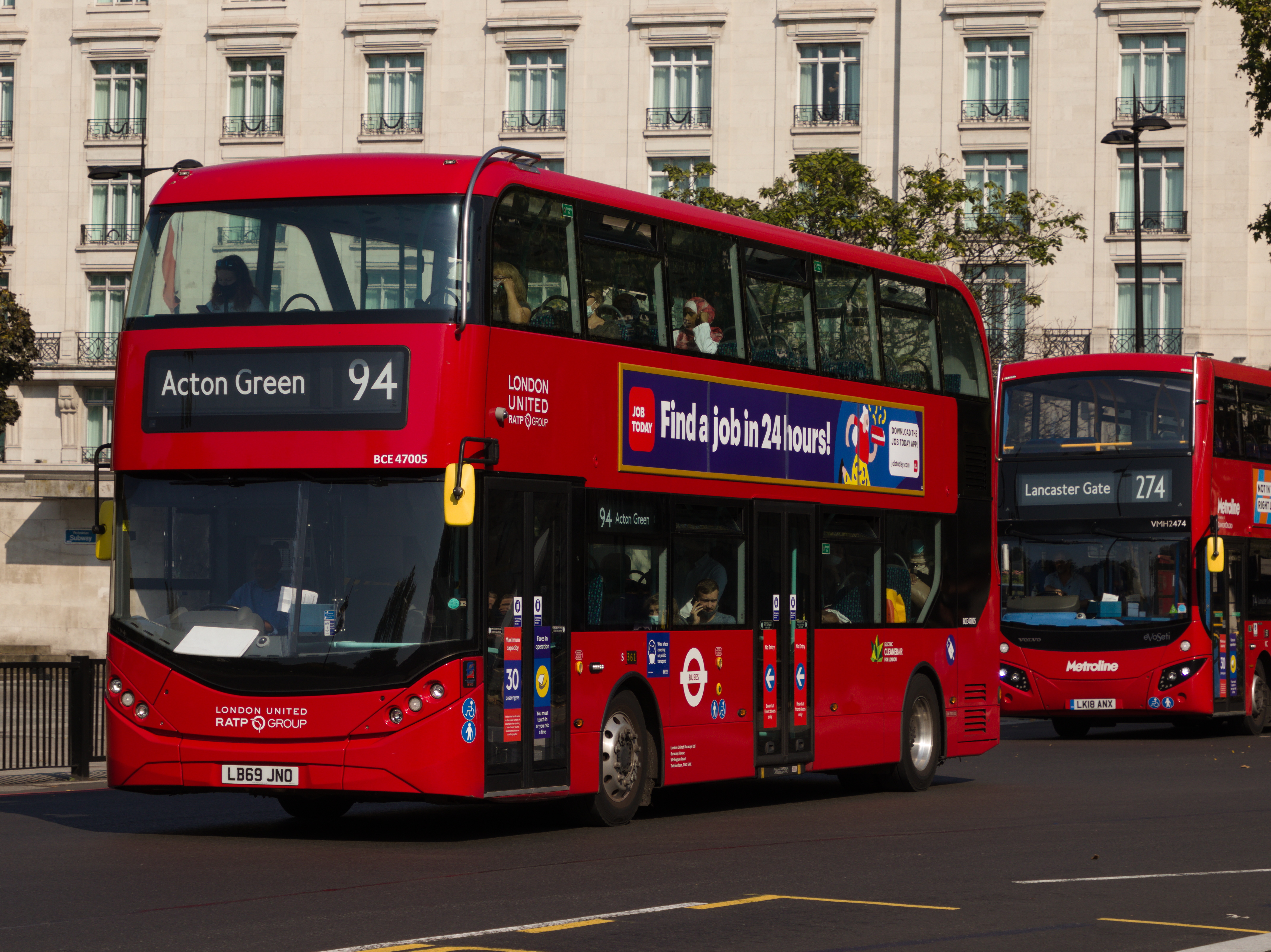
لندن يونايتد الكسندر دينيس إنفيرو400 إي في على الطريق 94 في لندن.

##### المملكة المتحدة
يتركز وجود را تي بي ديف في المملكة المتحدة بشكل أساسي في لندن مع محفظتها من خدمات الحافلات نيابة عن النقل في لندن.

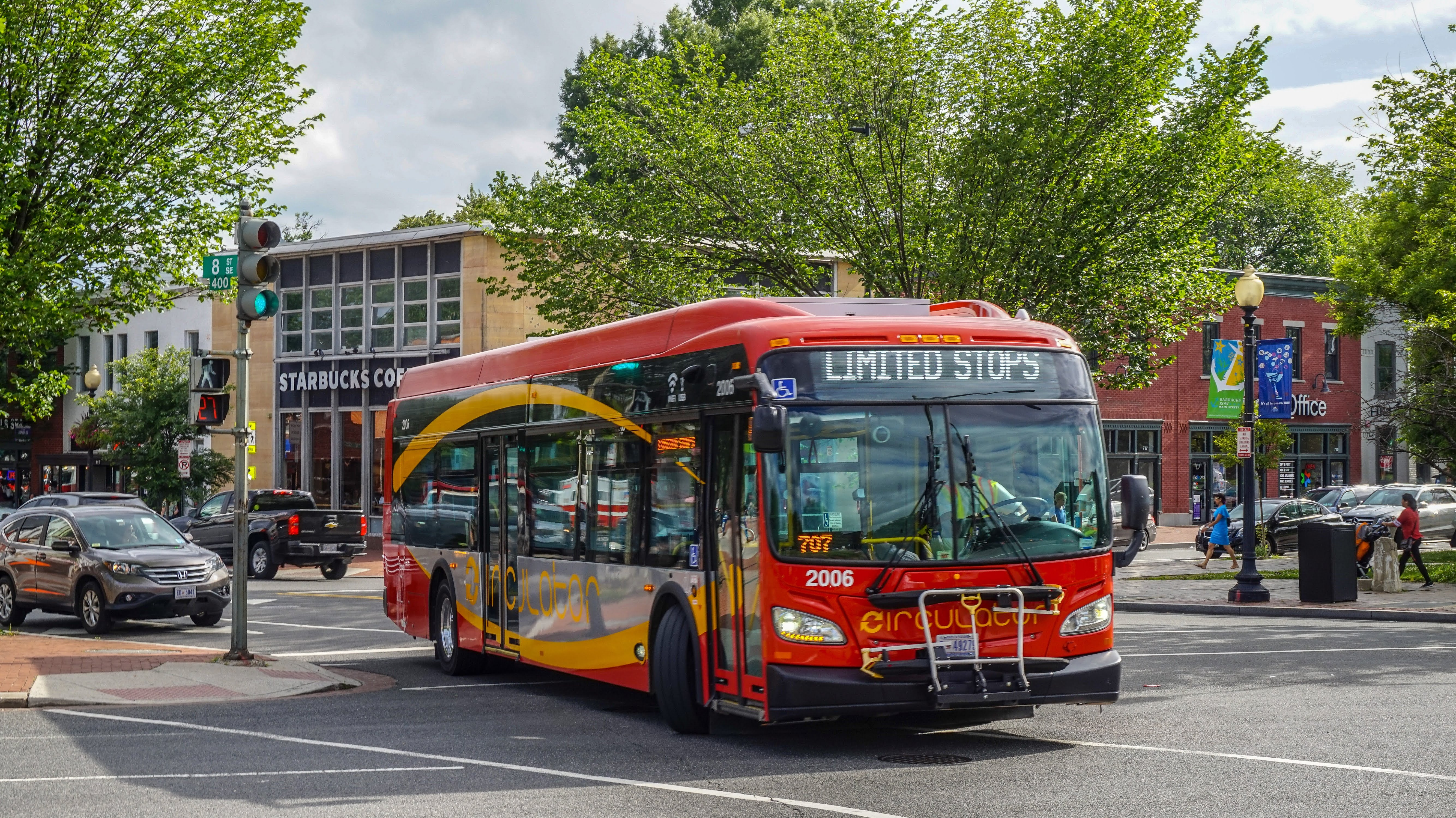
لدى را تي بي ديف العديد من العملاء في الولايات المتحدة، بما في ذلك (DC Circulator).

##### الولايات المتحدة
تدير الهيئة المستقلة للنقل في باريس أنظمة نقل مختلفة في الولايات المتحدة تحت اسم را تي بي ديف يو أس إيه:
- منطقة إدارة منطقة الترفيه في أرلينغتون (Arlington Entertainment Area Management District) عربة ترولي بأرلينغتون في تكساس.[بحاجة لمصدر]
- أشفيل رايدز ترانزيت (Asheville Rides Transit (ART)) نورث كارولينا (منذ 2017)[31]
- أوغوستا في جورجيا (منذ 2013)[32]

##### بلدان أخرى
- أوتولين توسكان Autolinee Toscane مشغل حافلات في توسكانا بإيطاليا[33]
- سيليا إيطاليا في لاتسيو بإيطاليا[34]
- الرياض (منذ عام 2014 تم إنشاء شبكة حافلات حضرية مستقبلية في العاصمة مع ما يقرب من 1000 مركبة عبر ثلاثة مستودعات، وعمليات التشغيل والصيانة لمدة 10 سنوات بدءًا من عام 2016، وحصة 20 ٪ من تحالف مع سابتكو)[35][36][37]

#### أخرى
تدير الهيئة المستقلة للنقل في باريس ديف عمليات الرحلات السياحية في رحلات القفزات السريعة باستخدام حافلات ذات طابقين: باريس لوبينتور "Paris L'OpenTour" في باريس، والجولة الأصلية في لندن (تم الاستحواذ عليها في سبتمبر 2014) وشركة باث باص في عدة مدن في المملكة المتحدة (باث وكارديف وإيستبورن وويندسور). واعتبارًا من عام 2021 ستضيف الهيئة المستقلة للنقل في باريس ديف خدمة قفزة على حلبة القفز في بروكسل ببلجيكا إلى شبكتها (كجزء من امتياز مدته ثماني سنوات ممنوح من قبل شركة بروكسل للنقل بين الطوائف (STIB) 12 مركبة كهربائية).
شريحة إيلينغ "Slide Ealing" هي خدمة حافلة صغيرة لمشاركة الركوب الترانزيت الدقيق (microtransit) تم إطلاقها في 12 نوفمبر 2019 في لندن، بالشراكة مع مويا (MOIA).

### العمليات السابقة
- مترو الجزائر (من 1 نوفمبر 2011 إلى 31 أكتوبر 2020)[26][42]
- الخط 4 لمترو ساو باولو: مساعدة فنية لبدء التشغيل وإطلاق العمليات التجارية في عام 2010 وحصة 1٪ في شركة الامتياز ViaQuatro حتى عام 2015[43][44]
- سكة حديد ريو دي جانيرو الخفيفة: مساعدة فنية لبدء التشغيل وبدء العمليات التجارية في عام 2016[45]
- حافلات أنكينغ تشونغبي في أنكينغ بالصين (كجزء من آر دي تي إيه (RDTA) من 2008 إلى؟)[46][47]
- ترام شنيانغ (كجزء من آر دي تي إيه من 2013 إلى؟)[48][49]
- الخط 9 من مترو أنفاق سيول ميتروبوليتان (كجزء من آر دي تي إيه من 2009 إلى 2019)[47]
- الخط 1 من مترو مومباي (كجزء من آر دي تي إيه من 2014 إلى 2019)

## الشبكات التي تديرها الهيئة

### في العالم

#### الجزائر
في عام 2012
سيترام هي الشركة المكلفة باستغلال وصيانة الترامواي في الجزائر. حاليا تقوم باستغلال كل من ترامواي الجزائر العاصمة، وهران وقسنطينة لمدة عشرة (10) سنوات. يتواجد مقر المديرية العامة لـ «سيترام» بالجزائر العاصمة.
جاءت «سيترام» نتيجة اتفاقة بين «مؤسسة النقل الحضري والشبه حضري للجزائر الوسطى»، مؤسسة مترو الجزائر وومجموعة RATP .

## مقالات ذات صلة
- نقابة النقل في إيل دو فرانس
- مترو باريس
- باريس (منطقة إيل دو فرانس)

## روابط خارجية
- الموقع الرسمي للهيئة.
- الموقع الرسمي للهيئة - التنمية.